# Ebenezer Sumner Draper
Ebenezer Sumner "Eben" Draper, född 17 juni 1858 i Hopedale, Massachusetts, död 9 april 1914 i Greenville, South Carolina, var en amerikansk republikansk politiker. Han var viceguvernör i delstaten Massachusetts 1906–1909 och därefter guvernör 1909–1911. Han var bror till William F. Draper.
Draper utexaminerades 1878 från Massachusetts Institute of Technology och var därefter verksam som affärsman. Han var elektor för republikanerna i presidentvalet i USA 1900.
Draper efterträdde 1906 Curtis Guild som viceguvernör och efterträddes 1909 av Louis A. Frothingham. Därefter efterträdde han Guild som guvernör och efterträddes 1911 av Eugene Foss. Efter tiden som guvernör återvände Bates till sin verksamhet som affärsman och filantrop. Familjen Drapers förmögenhet var stor och den baserade sig på familjeföretaget som fadern George Draper hade grundat. Hemstaden Hopedale var ursprungligen ett kristet socialistiskt kollektiv och familjeföretaget Draper hade grundats på kollektivets finansiella ruiner efter att det hade gått i konkurs år 1856.
Draper var gift med Nannie Bristow som var dotter till politikern Benjamin Bristow. Draper avled 1914 i en ålder av 55 år.